# Hollywood Ending
Hollywood Ending (br: Dirigindo no Escuro; pt: Hollywood Ending) é um filme estadunidense de 2002, escrito, dirigido e estrelado por Woody Allen. 

## Sinopse
O filme conta a história de um produtor de cinema chamado Val Waxman (Woody Allen) que no passado obteve grande sucesso. Devido a sua personalidade, fora descartado do circuito de produtores de Hollywood, sendo obrigado a filmar comerciais televisivos por vários anos. Um dia surge a oportunidade de produzir um novo filme, dada por sua ex-esposa Ellie (Téa Leoni).
Na véspera do início da produção, Waxman sofre um surto psicológico e perde temporariamente a visão. Para não deixar escapar a oportunidade de ressurgir como grande diretor, ele pede ajuda a um tradutor de chinês para instruir-lhe no set de filmagens.